# Selfies
Selfies er en roman skrevet af Jussi Adler-Olsen. Det er den syvende bog i serien om Afdeling Q. Bogen blev udgivet på forlaget Politikens Forlag 6. oktober 2016 som efterfølger til Den grænseløse. I anmeldelserne fremhæves blandt andet dens særegne kombination af thriller og satire samt forfatterens evne til at beskrive indviklede og komplekse fortælleelementer. I denne bog er Carl Mørck og hans assistent Assad trådt noget i baggrunden i forhold til deres sekretær Rose, ligesom en stor del af bogen er koncentreret om kriminelle personer.